# El deseo (película de 1948)
El deseo es una película mexicana en blanco y negro dirigida por Chano Urueta, según su propio guion, basado en la novela de Hermann Sudermann. Se filmó en 1945 en los Estudios Azteca, se estrenó el 12 de marzo de 1948, y tuvo como protagonistas a Emilio Tuero, Rosita Fornés, Josefina Romagnoli, Jorge Mondragón y Natalia Ortiz.

## Reparto
- Emilio Tuero	... 	Roberto
- Rosita Fornés	... 	Olga
- Josefina Romagnoli... 	Marta (como Tina Romagnoli)
- Jorge Mondragón	...Doctor
- Natalia Ortiz	... 	Mamá de Roberto
- Agustín Sen
- José Goula
- Aurora Walker	... 	Josefina